# Море Южное (Марс)
Мо́ре Ю́жное (лат. Mare Australe) — тёмная область на Марсе.
Планетоцентрические координаты объекта — 59°43′ ю. ш. 350°00′ в. д. / 59,71° ю. ш. 350° в. д..
Море Южное лежит на краю плато Сизифа (лат. Sisyphi Planum). К западу от него расположен кратер Дарвин (лат. Crater Darwin).

## Название
Название лат. «Mare Australe» было предложено Джованни Скиапарелли в XIX веке и утверждено Международным Астрономическим союзом в 1958 году.